# Jean-Luc Cornette
Pour les articles homonymes, voir Cornette.
Jean-Luc Cornette, né le 3 mai 1966 à Uccle (région de Bruxelles-Capitale), est un dessinateur et scénariste belge de bande dessinée.

## Biographie
Jean-Luc Cornette naît le 3 mai 1966 à Uccle, une commune bruxelloise. Attiré par le dessin, il fait des humanités artistiques à  l'Institut Saint-Luc de Bruxelles. À l'issue de celles-ci, il s'inscrit en études supérieures dans la section bande dessinée du même établissement en 1986. Trois ans plus tard, il en sort diplômé. La même année, il fait ses premières armes dans le journal Tintin reporter en 1989 ainsi qu'il fait son entrée au journal Spirou en commençant par illustrer des rubriques rédactionnelles. Au milieu des années 1990, il travaille pour le magazine Brazil et dessine Sousoupe dans le fanzine Rêve-en-Bulles. En 1993, l'Association contre le cancer, une collaboration entre les centres de prévention des cancers de Flandre et des Pays-Bas, publie l'album 6 Histoires bien portantes, dans laquelle six dessinateurs créent une histoire en bande dessinée liée à la prévention du cancer. Parmi les auteurs contributeurs outre Jean-Luc Cornette figurent Daniel Alexandre et Dino Attanasio, Al Séverin, Laurent Letzer et Luc Cromheecke, Jean-Claude Salemi et Anne-Catherine Van Santen. Il dessine un court récit de 5 planches Ce n'est pas la mer à boire. Le livre est réalisé par le Centre belge de la bande dessinée et Tof Productions sous la direction de Jean-Claude De la Royère.
Entre 1995 et 1997, il réalise la série jeunesse Les Enfants terribles aux éditions Casterman. Il reçoit le prix du Lion à Bruxelles ainsi que le prix du jeune public décerné lors du festival Bd Boum à Blois pour le premier tome Maxime Maximum en 1995. Le second tome Andréléphant sort l'année suivante. De 1996 à 1998, il continue à animer des ateliers.

### Années 2010
Aux côtés de Pôl Scorteccia, il devient rédacteur en chef du magazine Kramix des Éditions Le Lombard en 2010,,,.
Il conte la vie en bande dessinée du peintre Gustav Klimt, mis en images par Marc-Renier et publié aux éditions Glénat en 2017.

### Années 2020
En 2021, il écrit le 14e tome de Mickey dans la collection Disney by Glénat pour le dessinateur Thierry Martin. L'année suivante, il écrit Kristina, la reine-garcon pour Flore Balthazar ainsi que Vénus à son miroir pour Matteo.
En 2024, il écrit sur le cinéma du réalisateur Georg Wilhelm Pabst en juillet 1929, le roman graphique Le Feu et la glace dessiné par Jürg et publié par Futuropolis,. La même année, il s'associe à Joub pour faire découvrir la vie de Colette en Bretagne, l'album est publié par les éditions Marabulles,,. Il revient chez Glénat avec un biopic consacré à Audrey Hepburn, dessiné par Agnese Innocente, avec qui il enchaine sur Tumpie, récit de la jeunesse de Joséphine Baker en 2025. Il conte l'histoire de Dan Cooper, pirate de l’air, dessinée par Renaud Garreta, sous le titre : Le Dernier Vol de Dan Cooper aux éditions Glénat la même année,.
Jean-Luc Cornette est aussi un scénariste pour d'autres auteurs. Chez Casterman, il écrit Robert contre Dracula et Robert contre la créature de la vase molle pour Christophe Hanze en 1997 et 1998. Toujours avec Hanze, il fait une adaptation en bande dessinée de la nouvelle d'Oscar Wilde Le Fantôme de Canterville aux éditions Delcourt en 2003. Avec Christian Durieux, il crée Columbia dans Spirou en 1999. Pour le même magazine, il collabore avec Karo à plusieurs courts récits et à un numéro spécial sur le Vietnam. Il écrit également le scénario des albums de Karo Câlinée sous X (Carabas, 2007) et Arthur et Janet (Drugstore, 2009). Aux éditions Glénat, Cornette écrit les scénarios de la série Red River Hôtel pour Michel Constant dans la collection « bulle noire » (2002-2005), Emmanuel Moynot (Démons, 2004-2005) et Éric Warnauts (Jean Polpol, 2004). Pour la maison d'édition L'École des Loisirs/Pastel, il dessine trois livres jeunesse, illustrés par lui-même ou par José Parrondo et Jean-Marc Rochette.

## Publications

### Albums de bande dessinée
- La Nuit du papillon[52], Glénat, coll. « Carrément BD », Grenoble, septembre 2006
Scénario et dessin : Jean-Luc Cornette - Couleurs : Raives -  (ISBN 2-7234-3958-5)
- Câlinée sous X[53], Carabas, janvier 2007
Scénario : Jean-Luc Cornette - Dessin et couleurs : Karo -  (ISBN 9782351001776)
- Arthur et Janet : À fleur de peau[54], Drugstore, janvier 2007
Scénario : Jean-Luc Cornette - Dessin et couleurs : Karo -  (ISBN 9782723467278)
- Les Gens urbains[55],[56], Quadrants, coll. « Azimut », avril 2010
Scénario : Jean-Luc Cornette - Dessin : Maud Millecamps - Couleurs : Béatrice Constant -  (ISBN 978-2-302-01053-6)

- Ziyi (scénario), avec Jürg (dessin), Scutella, 2013  (ISBN 9782918111122)[68],[69].
- Frida Kahlo (scénario), avec Flore Balthazar (dessin), Delcourt, coll. « Mirages », 2015  (ISBN 9782756039961)[70].
- Chlorophylle : Chlorophylle et le monstre des trois sources[71] (scénario), avec René Hausman (dessin), Le Lombard, 2016  (ISBN 9782803637065).
- Un million d'éléphants (scénario), avec Vanyda (scénario et dessin), Futuropolis, 2017  (ISBN 9782754810777)[72],[73],[74].

### Publications de littérature jeunesse
- Coyote mauve, illustré par Jean-Marc Rochette, L'École des loisirs, Pastel, 1997  (ISBN 2211096204)
- Les Lémuriens - L'encyclopédie des brols et des machins super vrais (textes et dessins), Fédération Wallonie-Bruxelles, 2016  (ISBN 978-2-930758-14-5).
- Rumba le tapir volant (illustration de Nicoby), Remire-Montjoly, Pomme Verte, 2023  (ISBN 978-2-353-86049-4).

## Prix et récompenses
- 1995 : 
  -  prix du Lion du meilleur jeune dessinateur décerné au Centre belge de la bande dessinée pour Maxime et Maximus[101] ;
  -  prix Ligue de l'Enseignement 41 pour le Jeune Public[2] décerné par Bd Boum pour Maxime et Maximus.

#### Livres
: document utilisé comme source pour la rédaction de cet article.
- Jacques Fiérain, « Cornette, Jean-Luc », dans La BD à Bruxelles et en Brabant, Charleroi, Éd. l'Âge d'or, avril 2003, 144 p., ill. ; 31 cm (ISBN 9782960119664 et 2960119665, OCLC 470388171, présentation en ligne), p. 22. .
- Le 9e Rêve no 6, Bruxelles, Institut Saint-Luc de Bruxelles, École de recherche graphique, 2006, 144 p. (présentation en ligne), p. 29.
- Patrick Gaumer, « Cornette, Jean-Luc », dans Dictionnaire mondial de la BD, Paris, Larousse, 2010, 953 p., ill. ; 27 cm (ISBN 978-2-0358-4331-9 et 2-0358-4331-6, OCLC 920924930, présentation en ligne), p. 204-205. .
- Thierry Bellefroid et Jean-Marie Derscheid, « Cornette Jean-Luc Dessinateur - Scénariste », dans 77 auteurs de bande dessinée en Wallonie et à Bruxelles, Bruxelles, Wallonie-Bruxelles International, 2017, 128 p., ill. ; 26 cm (ISBN 2-930071-83-4, lire en ligne), p. 34-35.

#### Périodiques
- Jean-Luc Cornette (interviewé par Benoît Houbart), « Créativité : Jean-Luc Cornette », Rêve-en-Bulles, A.D.A.C.B.D., no 10,‎ mars 1995, p. 42-46.

#### Articles
- Gilles Ratier, « Interviews : L'Envers des planches de Jean-Luc Cornete », BDzoom,‎ 14 février 2005 (lire en ligne, consulté le 23 décembre 2024).
- Jean-Luc Cornette (interviewé par Nicolas Anspach), « Jean-Luc Cornette : "Mes personnages sont souvent un peu étranges et décalés" », ActuaBD,‎ 28 octobre 2005 (lire en ligne, consulté le 10 décembre 2023).
- Jean-Luc Cornette et Michel Constant (interviewés par Benoît Cassel), « Interview bande dessinée Jean-Luc Cornette et Michel Constant », Planète BD,‎ 23 décembre 2006 (lire en ligne, consulté le 19 novembre 2023).
- Jean-Luc Cornette, Pôl Scorteccia et Nathalie Van Campenhoudt (interviewés par Benjamin Roure), « Kramix, une nouvelle aventure de la presse BD », BoDoï,‎ 19 février 2010 (lire en ligne, consulté le 31 mars 2025).
- Jean-Luc Cornette (interviewé par Laurent Lessous), « Actualités : Un paresseux pas si paresseux qui veut voir le monde : entretien avec Jean-Luc Cornette… », BDzoom,‎ 3 janvier 2021 (lire en ligne, consulté le 17 février 2025).
- Jean-Luc Cornette (interviewé), « Interview de Jean-Luc Cornette, à propos du « Feu et la glace » », La Mouette hurlante,‎ 6 mai 2024 (lire en ligne, consulté le 23 juillet 2024).

### Podcasts
- Interview Jean-Luc Cornette - Foire du livre de Bruxelles, émission Eclectrique présentée par Romain Pierre Giergen à la Foire du livre de Bruxelles sur Mixcloud (58 min 29 s).

### Émissions de télévision
- [vidéo] « L'invité culture - Jean-Louis Cornette », sur YouTube, 3 décembre 2021, émission présentée par Fabrice Grosfilley  sur BX1.